# HD243526
HD243526 є хімічно пекулярною зорею спектрального класу
A0 й має видиму зоряну величину в смузі V приблизно 11,0.

## Пекулярний хімічний вміст
Зоряна атмосфера HD243526 має підвищений вміст 
Si
.